# NGC 7191
NGC 7191 (другие обозначения — PGC 68059, ESO 108-13, IRAS22031-6452) — спиральная галактика с перемычкой (SBc) в созвездии Индеец.
Этот объект входит в число перечисленных в оригинальной редакции «Нового общего каталога».